# جيسيكا دافنبورت
جيسيكا دافنبورت (بالإنجليزية: Jessica Davenport)‏ مواليد 24 يونيو 1985، هي لاعبة كرة سلة أمريكية. بدأت مسيرتها الاحترافية في سنة 2007. تم اختيارها من قبل فريق نيويورك ليبرتي خلال الدرافت. لعبت مع إنديانا فيفر. فازت بلقب دوري المحترفات.

## روابط خارجية
- جيسيكا دافنبورت على موقع الاتحاد الوطني لكرة السلة النسائية (الإنجليزية)
- جيسيكا دافنبورت على موقع كرة السلة الأوروبية.كوم (الإنجليزية)
- جيسيكا دافنبورت على موقع كلية كرة السلة في سبورتس رفرنس.كوم (الإنجليزية)
- جيسيكا دافنبورت على موقع بروبوليرز (الإنجليزية)
- جيسيكا دافنبورت على موقع سبورتس رفرنس (الإنجليزية)